# Tomb Raider (1996)
Tomb Raider is het eerste deel in een serie van videospellen gepubliceerd door Eidos Interactive en ontwikkeld door Core Design, waarin de avonturen van vrouwelijke archeoloog Lara Croft centraal staan. Dit deel werd uitgegeven voor PlayStation, Sega Saturn, pc en N-Gage. Datum van uitgave voor PlayStation: 15 september 1996, voor pc: 12 oktober 1996. In 2013 werd het spel opnieuw uitgebracht als app voor iOS. Op 14 februari 2024 werd en geremasterde versie van Tomb Raider uitgebracht als onderdeel van Tomb Raider I-III Remastered Starring Lara Croft.

## Het verhaal
Avonturier Lara Croft wordt door Jacqueline Natla ingehuurd om de Scion van Atlantis te vinden, een oud artefact en bron van macht. Verschillende delen van de Scion zijn te vinden in verschillende tombes verspreid over de wereld. Haar zoektocht naar de Scion brengt haar bij de Inca's in Peru, de Lost Valley, St. Francis in Griekenland, de piramides van Egypte en de verloren stad Atlantis. Al doende komt ze er bovendien achter waarom de beschaving van Atlantis vernietigd is.
Het spel bestaat uit 15 levels in 4 delen.

## Lost Valley
Lost Valley is een bekend level uit het spel Tomb Raider I. Het is populair bij de fans van Tomb Raider. Het level is ook opgenomen in de remake Tomb Raider: Anniversary.

## Doel
Het doel in het level is het verzamelen van het benodigde aantal Machine Cogs om de grote mechanische structuur van de waterval in werking te stellen. Als dat eenmaal gebeurd is, zal de stroming stoppen, waardoor Lara Croft, het personage in de games, naar het volgende level kan. Het level bevat enkele dino's en ook een T-Rex. Eidos speelde hierop in door de T-Rex nog niet te laten zien in de eerste Trailer van Tomb Raider: Anniversary.

## Tomb Raider Gold
Tomb Raider Gold werd uitgegeven voor pc op 20 maart 1997 en is een uitgebreide versie van Tomb Raider, deel 1. Het bevat naast de bestaande levels 4 nieuwe levels in 2 delen, getiteld The Shadow of the Cat en Unfinished Business.
De levels zijn: Return to Egypt, Temple of the Cat, Atlantean Stronghold en The Hive.

## Platforms
| Jaar | Platform                                                               |
| ---- | ---------------------------------------------------------------------- |
| 1996 | DOS, PlayStation, SEGA Saturn                                          |
| 2002 | Windows Mobile                                                         |
| 2003 | N-Gage                                                                 |
| 2009 | PlayStation Network                                                    |
| 2012 | Steam                                                                  |
| 2013 | iOS                                                                    |
| 2024 | Nintendo Switch, Playstation 4 & 5, Xbox One, Xbox Series X/S, Windows |

## Ontvangst
| Beoordeeld door                      | Jaar | Platform    | Score |
| ------------------------------------ | ---- | ----------- | ----- |
| P.S.X. (Playstation Experience)      | 1996 | PlayStation | 97%   |
| PC Zone                              | 2001 | DOS         | 95%   |
| P.S.X. (Playstation Experience)      | 1996 | PlayStation | 95%   |
| Adrenaline Vault, The (AVault)       | 1996 | DOS         | 90%   |
| PC Joker                             | 1996 | DOS         | 88%   |
| Retrogaming History                  | 2008 | PlayStation | 80%   |
| Pocket Magazine / Pockett Videogames | 2003 | N-Gage      | 80%   |
| Computer Gaming World (CGW)          | 1997 | DOS         | 80%   |
| Meristation                          | 2003 | N-Gage      | 60%   |
| Digital Press - Classic Video Games  | 2005 | N-Gage      | 40%   |

## Trivia
- Het spel is opgenomen in het boek 1001 Video Games You Must Play Before You Die van Tony Mott.